# Paragaleodes unicolor
Espèce
Synonymes
- Galeodes unicolor Birula, 1905

Paragaleodes unicolor est une espèce de solifuges de la famille des Galeodidae.

## Distribution
Cette espèce se rencontre en Iran et en Israël.

## Publication originale
- Birula, 1905 : Beiträge zur Kenntnis der Solifugen-Fauna Persiens. Bulletin de l'Académie impériale des sciences de St.-Pétersbourg, sér. 5, vol. 22, p. 247-286 (texte intégral).